# 竜神ダム
竜神ダム（りゅうじんダム）は、茨城県常陸太田市下高倉町にあるダム。
久慈川水系山田川に多目的ダムとして、建設されたもの。

## 解説
住所は茨城県常陸太田市下高倉町2153。
水を供給し、生活に恵みをもたらすだけでなく、ダム湖の水面から約100mの高さに竜神大吊橋がかかっており、上からダム湖を見下ろす事のできる珍しいダム。
貯水量は3,000,000立方メートル。